# 331 Etheridgea
Etheridgea (asteroide 331) é um asteroide da cintura principal com um diâmetro de 74,92 quilómetros, a 2,7100981 UA. Possui uma excentricidade de 0,10326 e um período orbital de 1 919 dias (5,26 anos).
Etheridgea tem uma velocidade orbital média de 17,13300322 km/s e uma inclinação de 6,05195º.
Esse asteroide foi descoberto em 1 de Abril de 1892 por Auguste Charlois.